# Юдивиллер
Юдивилле́р (фр. Hudiviller) — коммуна во французском департаменте Мёрт и Мозель региона Лотарингия. Относится к  кантону Люневиль-Нор.	

## География
Юдивиллер расположен в 19 км к юго-востоку от Нанси. Соседние коммуны: Фленваль на севере, Антелю на северо-востоке, Витримон на востоке, Домбаль-сюр-Мёрт и Соммервиллер на северо-западе.

## История
- На территории коммуны находятся следы периода Меровингов.

## Демография
Население коммуны на 2010 год составляло 316 человек.
| 1962 | 1968 | 1975 | 1982 | 1990 | 1999 | 2010 |
| ---- | ---- | ---- | ---- | ---- | ---- | ---- |
| 272  | 243  | 245  | 240  | 269  | 293  | 316  |

## Транспорт
- Через Юдивиллер проходит национальная автодорога RN 4.
- Южнее коммуны проходит автодорога A33 от Нанси до Юдивиллера, которая далее продолжается как RN 333 до Гонье.

## Достопримечательности
- Церковь XVIII века, восстановлена после 1918 года.